# Ulrichen
Ulrichen – miejscowość w gminie Obergoms w południowej części Szwajcarii, w kantonie Valais, w okręgu Goms. Leży w Alpach Lepontyńskich, niedaleko źródeł Rodanu. Według ostatniego spisu ludności wioskę zamieszkuje 219 osób. 1 stycznia 2009 połączona razem z dwoma innymi gminami Obergesteln i Oberwald. Przełęcz Nufenen łączy Ulrichen z miejscowością Airolo w okręgu Leventina na wschodzie, a przełęcz Griespass umożliwia przekroczenie blisko leżącej granicy z Włochami.
W przeszłości odbyły się tu dwie bitwy: pierwsza w 1211, a druga w 1419.

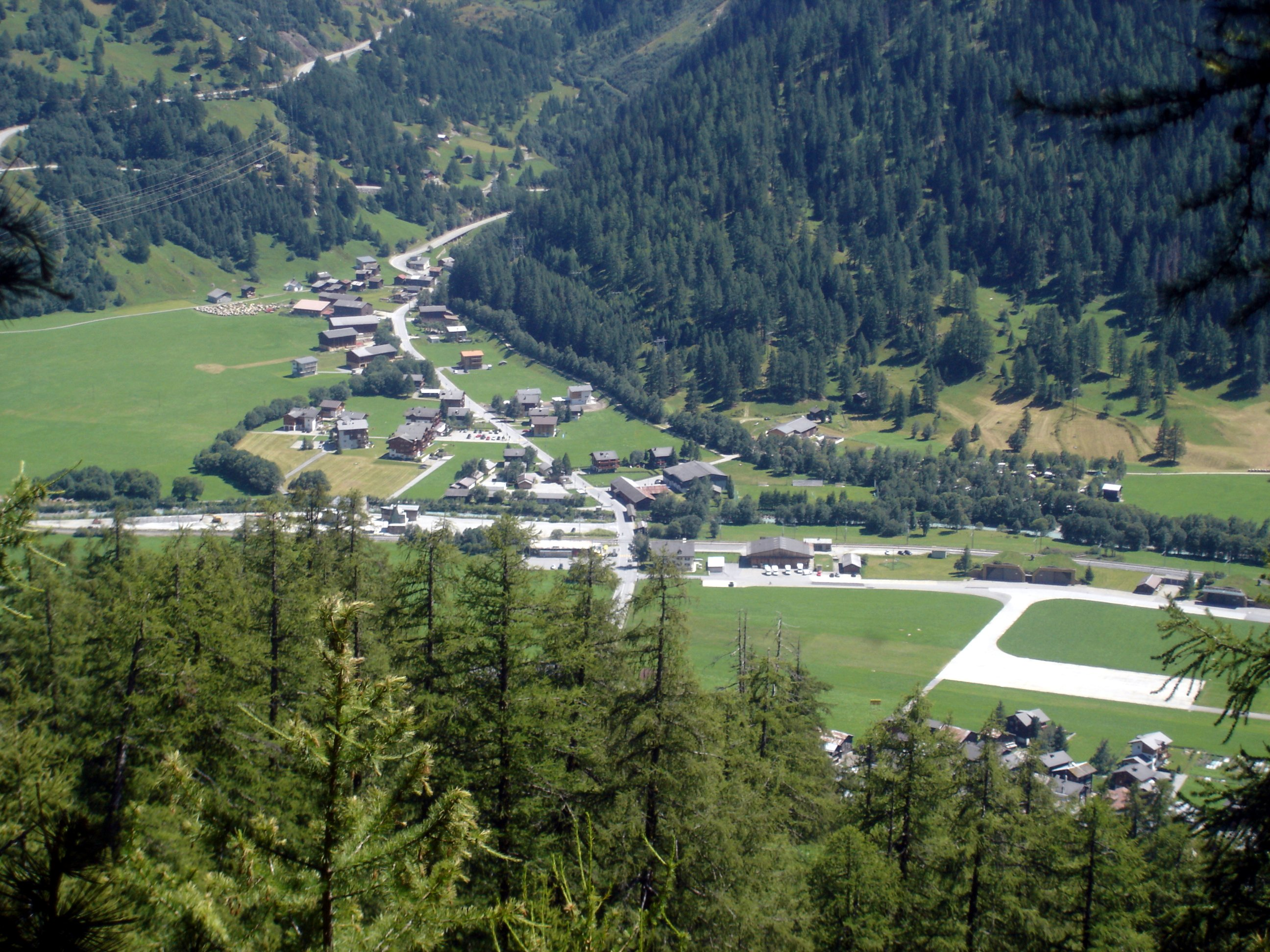
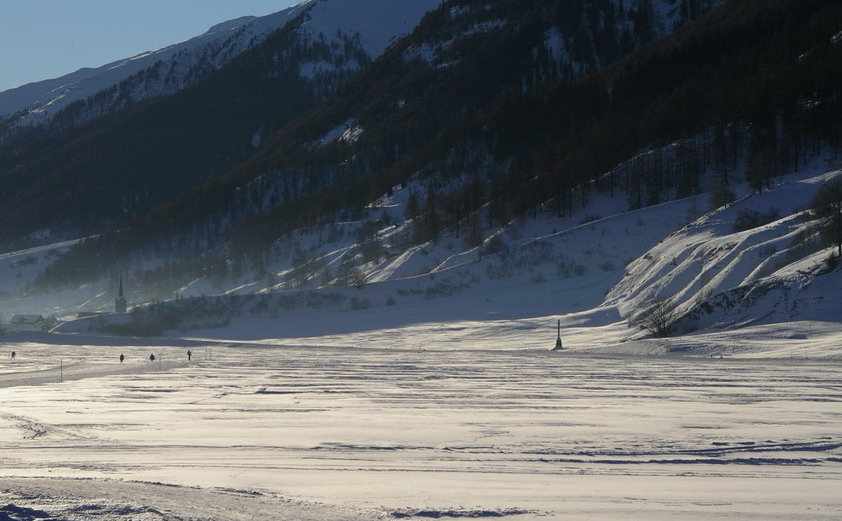